# Ósme przykazanie
Ósme przykazanie (norw. Død joker, dosł. Martwy jocker) – powieść kryminalna z 1999, autorstwa norweskiej pisarki Anne Holt. Jej polskie wydanie ukazało się w roku 2013 nakładem wydawnictwa Prószyński i S-ka w tłumaczeniu Iwony Zimnickiej.

## Fabuła

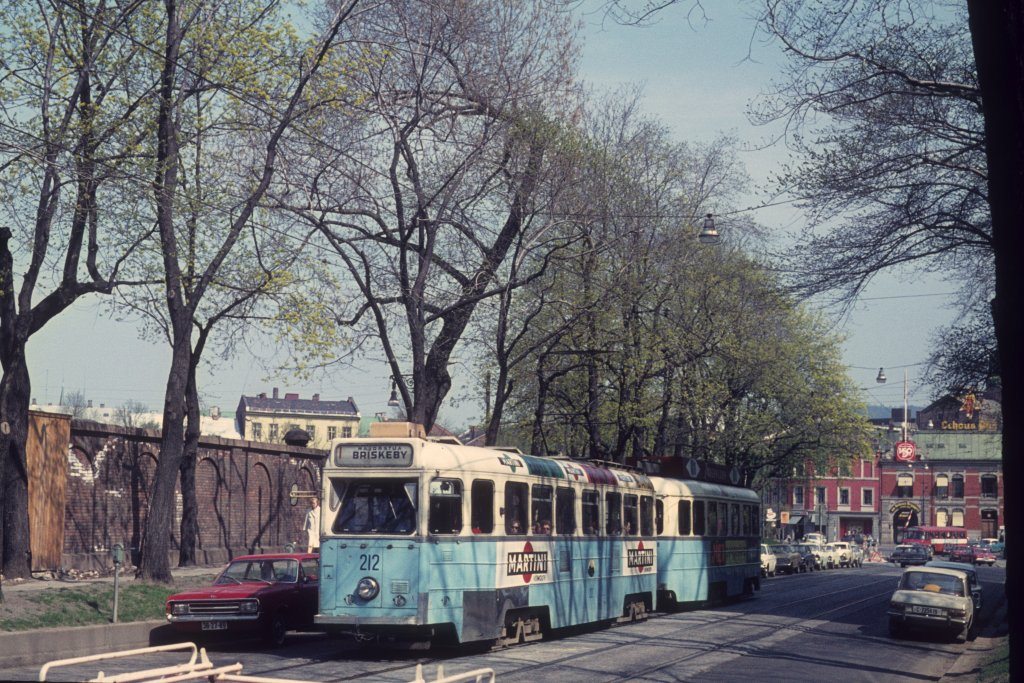
Vogts gate (Oslo) - miejsce części akcji powieści (mieszkał tu Ståle Salvesen)

Powieść jest piątą częścią cyklu z detektyw Hanne Wilhelmsen. Tym razem akcja rozgrywa się w marcu 1999 i dotyczy prokuratora okręgowego Sigurda Halvorsruda, w którego domu znaleziono zwłoki jego żony (Doris Flo, 44 lata, trójka dzieci) z obciętą mieczem samurajskim głową. Wszystko wskazuje na to, że morderstwo popełnił Sigurd, jednak Hanne nie do końca jest o tym przekonana. Ważną dla akcji postacią jest Ståle Salvesen (52 lata, rencista, zamieszkały przy Vogts gate w Torshov, Oslo), którego Halvorsrud oskarża o zabicie małżonki, jednak w momencie tego czynu był on już prawdopodobnie martwy (popełnił samobójstwo skacząc z mostu). 
Oprócz wątku kryminalnego poruszane są wątki osobiste bohaterów: choruje na raka i umiera partnerka życiowa Hanne Wilhelmsen - Cecilie Vibe, a Billemu T. (przyjacielowi i współpracownikowi Hanne) rodzi się kolejne dziecko (z Tone-Marit Steen).
W powieści poruszana jest tematyka działania siatek pedofilskich (do jednej z nich należy Evald Bromo - uznany dziennikarz i ważna postać powieści).